# عن اليهود وأكاذيبهم
عن اليهود وأكاذيبهم (بالألمانية: Von den Jüden und iren Lügen) هي رسالة (بحجم كُتيّب) معادية لليهود ألفها زعيم الإصلاح البروتستانتي الألماني مارتن لوثر عام 1543 قبل ثلاثة سنوات من وفاته، يصف فيها اليهود بأقذع الألفاظ ويدعو لاضطهادهم وملاحقتهم.
من أبرز ما كتبه عن اليهود في هذه المقالات هو وصفه لهم: "بشكل عام هم أبناء زنى، ليسوا شعب الله المختار، وتباهيهم بأنهم من سلالته، وبالختان وبالقانون، يجب اعتبار كل ذلك قذارة." وكتب لوثر بأن المعبد اليهودي هو "عاهرة الفاسد وعاهرة الشر الوقحة ". ودعا لوثر لحرق المعابد والمدارس اليهودية في النار، وتدمير كتب صلاتهم، ومنع الحاخامات من التبشير وتدمير منازلهم، ومصادرة ممتلكاتهم وأموالهم. وكتب مارتن لوثر "ينبغي أن لا تظهر لهم أي رحمة أو عطف"، "لا تمنح لهم الحماية القانونية"، وكتب لوثر أن هؤلاء اليهود "الديدان السامة" ينبغي أن يجبروا على العمل القسري أو الطرد في كل الأوقات. " ودعا مارتن لوثر أيضا إلى قتلهم، فكتب... "ونحن على خطأ أن لم نقتلهم".
إتخذ موقف مارتن لوثر أكثر من شكل خلال حياته. في المراحل المبكرة، وحتى 1537 أو قبلها بقليل، أراد لليهود التحول واعتناق المسيحية البروتستانتية (اللوثرية)، ولكنه فشل. وفي المراحل اللاحقة عندما كتب هذا النص تحديدا، شجبهم ودعا لملاحقتهم. أما في موعظته الأخيرة قبل موته بفترة وجيزة، قال مارتن لوثر «نريد أن نعاملهم بالحب المسيحي وأن نصلي لهم، لعلهم يتحولون ويستقبلون الرب»